# Milan Kosanović
Milan Kosanović (* 14. August 1981 in Niš, Jugoslawien) ist ein ehemaliger montenegrinischer Handballspieler auf der Torwartposition.

## Karriere
Milan Kosanović begann mit dem Handballspiel bei Železničar Niš in seiner Heimatstadt. Dort debütierte er auch in der ersten serbischen Liga. Mit Niš erreichte er zwar dreimal den EHF-Pokal, kam aber nie an den Hauptstadtclubs RK Partizan und RK Roter Stern Belgrad vorbei. 2004 wechselte er daraufhin zu Viking Stavanger nach Norwegen. Dort blieb er zwei Jahre, bevor er sich 2006 dem deutschen Aufsteiger HBW Balingen-Weilstetten anschloss. Bei den Schwaben war er hinter Miloš Slabý lange Zeit nur Nummer 2 auf der Torhüterposition; als Ende 2007 auch noch Christian Ramota verpflichtet wurde, sah Kosanović bei Balingen keine Perspektive mehr und wechselte zum Ligakonkurrenten GWD Minden. Später spielte er für RK Vardar Skopje und Frigoríficos Morrazo. Im Sommer 2011 unterschrieb Kosanović einen Vertrag beim serbischen Verein  RK Roter Stern Belgrad. Eine Saison später wechselte er nach Dänemark zu Viborg HK. Im Sommer 2014 unterschrieb er einen Vertrag beim französischen Erstligisten Istres Ouest Provence Handball. Mit AEK Athen gewann er 2020 und 2021 die griechische Meisterschaft, 2021 den griechischen Pokal und 2021 den EHF European Cup.
Milan Kosanović hat 40 Junioren-Länderspiele für sein Heimatland bestritten.